# Sărata (okręg Vaslui)
Sărata – wieś w Rumunii, w okręgu Dolj, w gminie Călărași. W 2011 roku liczyła 2035 mieszkańców.